# Ján Kuciak
Ján Kuciak (17. května 1990 Štiavnik, Československo – 21. února 2018 Veľká Mača, Slovensko) byl slovenský investigativní reportér, novinář, analytik a vysokoškolský pedagog, který byl na konci února 2018 zavražděn.

## Život
Narodil se v obci Štiavnik. Vystudoval žurnalistiku na Filozofické fakultě Univerzity Konštantína Filozofa v Nitře a na katedře žurnalistiky pokračoval jako doktorand.
Pracoval mimo jiné pro deník Hospodárske noviny a následně pro server Aktuality.sk. Zabýval se zejména podezřeními z daňových podvodů, z nichž některé se týkaly vládní strany SMER premiéra Roberta Fica, přičemž získával informace tzv. datovou žurnalistikou, tj. vyhledáváním informací z otevřených zdrojů. V předchozím období zaměřoval svoji pozornost investigativce na firmy s nejasnou vlastnickou strukturou či na firmy podezřelé z dotačních podvodů. Poslední případ, kterým se zabýval, souvisel s podnikatelem Mariánem Kočnerem, který se dostal do povědomí v roce 1998 v souvislosti s neúspěšným pokusem o převzetí televize Markíza za pomoci pracovníků bezpečnostní služby. Kočner začal Kuciakovi vyhrožovat. Kuciak proto v září 2017 podal na podnikatele trestní oznámení. Podle novináře Toma Nicholsona také Kuciak pracoval na případu působení italské mafie 'Ndrangheta na východě Slovenska a jejího případného propojení do slovenské politiky, mimo jiné prostřednictvím premiérovy asistentky a podnikatele Antonina Vadala.
Ján Kuciak bydlel v západoslovenské obci Veľká Mača nedaleko Trnavy s partnerkou Martinou Kušnírovou, s níž byl zasnouben a chystali svatbu. Kušnírová v roce 2014 absolvovala magisterské studium archeologie na téže univerzitě jako Kuciak a čtyři roky pracovala v soukromé společnosti Acantha Archeology v Lučenci.

## Úmrtí

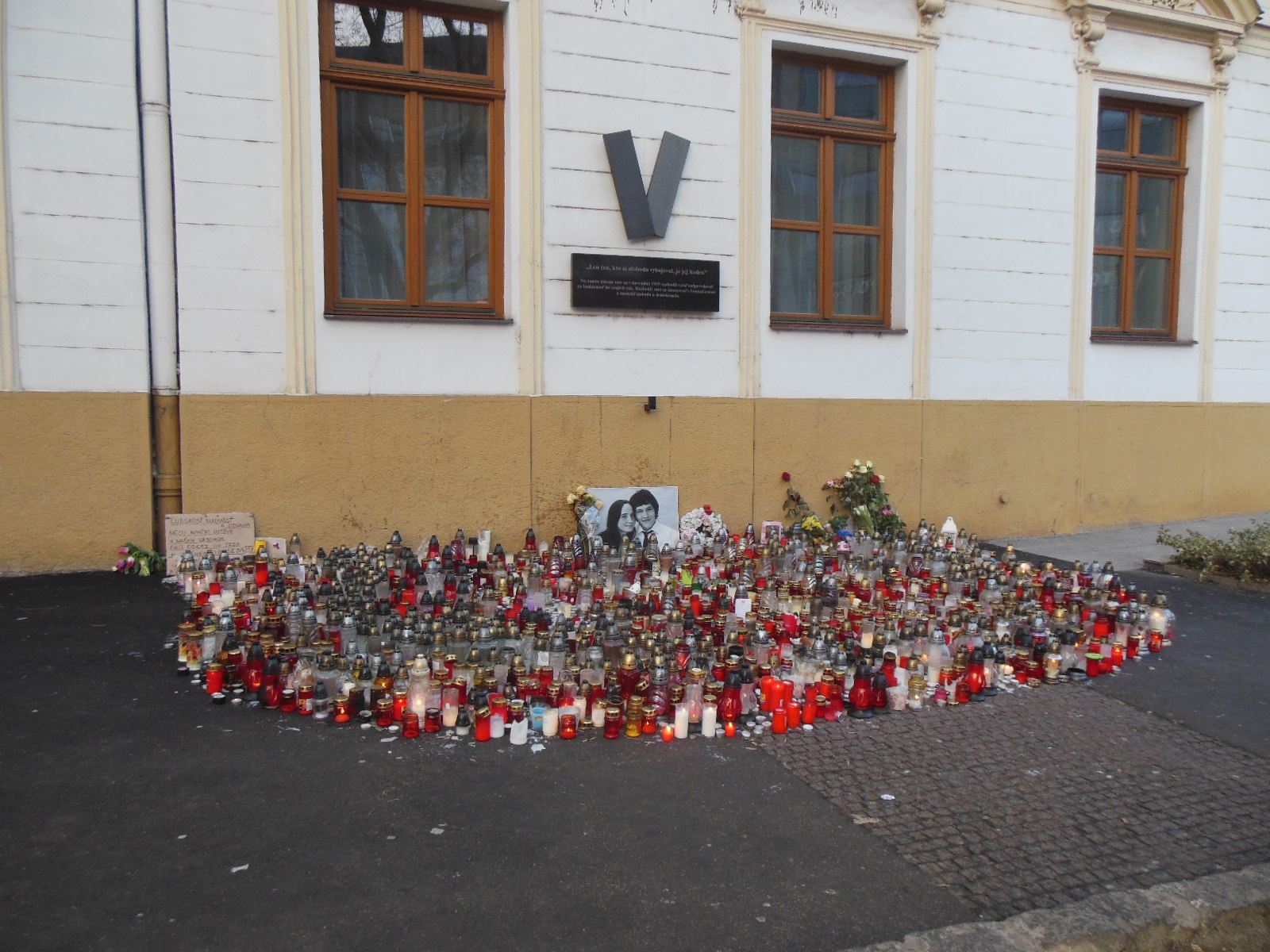
Pietní místo Jána Kuciaka a Martiny Kušnírové na námestí SNP v Bratislavě (4. března 2018).

Dne 21. února 2018 byl Kuciak i s partnerkou ve svém domě zavražděn střelnou zbraní. (Původně média uváděla, že k vraždě došlo někdy mezi čtvrtkem 22. února a nedělí 25. února 2018. Slovenský generální prokurátor Jaromír Čižnár později uvedl, že ke skutku došlo pravděpodobně již ve čtvrtek 22. února večer.) Podle policie byl usmrcen jednou ránou do hrudi, jeho partnerka střelou do hlavy.
Velitel elitní policejní jednotky NAKA Peter Hraško uvedl pro deník Sme, že bude případ vyšetřovat jako úkladnou vraždu. Slovenský policejní prezident Tibor Gašpar na tiskové konferenci 26. února uvedl, že vražda zřejmě souvisí s Kuciakovou prací novináře. Uvedl také, že policie nabídla vybraným žurnalistům ochranu jejich obydlí a zařízení pro rychlé přivolání pomoci, tzv. panic button. Slovenská vláda následně vyhlásila odměnu 1 milion eur za informace vedoucí k dopadení pachatele.
Během prvního dne vyšetřování slovenská policie vyslechla asi 20 lidí. Policejní prezident Gašpar uvedl, že pracuje s několika vyšetřovacími verzemi a sama oslovila nebo byla kontaktována zahraničními bezpečnostními sbory a agenturami z Česka, Itálie i Europolem. Zmínil, že případ má svou českou stopu.
V září 2018 bylo zatčeno osm osob podezřelých z vraždy a jejímu napomáhání. V březnu 2019 slovenská policie obvinila podnikatele Mariána Kočnera z objednání vraždy Kuciaka a jeho snoubenky.